# Higashi Keigo
Higashi Keigo (東 慶悟 Higashi Keigo, sinh ngày 20 tháng 7 năm 1990 ở Kitakyūshū, Fukuoka) là một cầu thủ bóng đá người Nhật Bản hiện tại thi đấu cho F.C. Tokyo.

## Thống kê sự nghiệp

### Câu lạc bộ
Cập nhật đến ngày 23 tháng 2 năm 2017.
| Câu lạc bộ          | Mùa giải            | Giải vô địch | Giải vô địch | Cúp1    | Cúp1      | Cúp Liên đoàn2 | Cúp Liên đoàn2 | Khác3   | Khác3     | Tổng    | Tổng      |
| Câu lạc bộ          | Mùa giải            | Số trận      | Bàn thắng    | Số trận | Bàn thắng | Số trận        | Bàn thắng      | Số trận | Bàn thắng | Số trận | Bàn thắng |
| ------------------- | ------------------- | ------------ | ------------ | ------- | --------- | -------------- | -------------- | ------- | --------- | ------- | --------- |
| Oita Trinita        | 2009                | 23           | 2            | 2       | 1         | 3              | 0              | 1       | 1         | 29      | 4         |
| Oita Trinita        | 2010                | 29           | 6            | 2       | 1         | -              | -              | -       | -         | 31      | 7         |
| Oita Trinita        | Tổng                | 52           | 8            | 4       | 2         | 3              | 0              | 1       | 1         | 60      | 11        |
| Omiya Ardija        | 2011                | 27           | 8            | 1       | 0         | 1              | 0              | -       | -         | 29      | 8         |
| Omiya Ardija        | 2012                | 26           | 1            | 3       | 2         | 3              | 0              | -       | -         | 32      | 3         |
| Omiya Ardija        | Tổng                | 53           | 9            | 4       | 2         | 4              | 0              | -       | -         | 61      | 11        |
| F.C. Tokyo          | 2013                | 32           | 2            | 5       | 0         | 6              | 1              | -       | -         | 43      | 3         |
| F.C. Tokyo          | 2014                | 23           | 1            | 0       | 0         | 5              | 0              | -       | -         | 28      | 1         |
| F.C. Tokyo          | 2015                | 21           | 2            | 8       | 1         | 0              | 0              | -       | -         | 29      | 3         |
| F.C. Tokyo          | 2016                | 28           | 2            | 1       | 0         | 4              | 1              | 7       | 1         | 29      | 3         |
| F.C. Tokyo          | Tổng                | 104          | 7            | 14      | 1         | 15             | 2              | 7       | 1         | 140     | 11        |
| Tổng cộng sự nghiệp | Tổng cộng sự nghiệp | 209          | 24           | 24      | 5         | 22             | 2              | 8       | 2         | 263     | 33        |

1Bao gồm Cúp Hoàng đế Nhật Bản.
2Bao gồm J. League Cup.
3Bao gồm Giải vô địch bóng đá các câu lạc bộ châu Á & Giải bóng đá vô địch Suruga Bank.

### Quốc tế
Tính đến 23 tháng 6 năm 2011
| Đội tuyển quốc gia | Năm | Số trận | Bàn thắng |
| ------------------ | --- | ------- | --------- |
| U-23 Nhật Bản      |     |         |           |
| 2010               | 6   | 1       |           |
| 2011               | 6   | 1       |           |
| Tổng               | 12  | 2       |           |

| Số lần ra sân và bàn thắng quốc tế | Số lần ra sân và bàn thắng quốc tế | Số lần ra sân và bàn thắng quốc tế        | Số lần ra sân và bàn thắng quốc tế        | Số lần ra sân và bàn thắng quốc tế | Số lần ra sân và bàn thắng quốc tế | Số lần ra sân và bàn thắng quốc tế                    |
| #                                  | Ngày                               | Địa điểm                                  | Đối thủ                                   | Kết quả                            | Bàn thắng                          | Giải đấu                                              |
| 2010                               | 2010                               | 2010                                      | 2010                                      | 2010                               | 2010                               | 2010                                                  |
| ---------------------------------- | ---------------------------------- | ----------------------------------------- | ----------------------------------------- | ---------------------------------- | ---------------------------------- | ----------------------------------------------------- |
|                                    | 8 tháng 11                         | Sân vận động Thiên Hà, Quảng Châu         | U-21 Trung Quốc                           | 3–0                                | 0                                  | Đại hội Thể thao châu Á 2010 / Nhật Bản U21           |
|                                    | 10 tháng 11                        | Sân vận động Huadu, Quảng Châu            | U-23 Malaysia                             | 2–0                                | 0                                  | Đại hội Thể thao châu Á 2010 / Nhật Bản U21           |
|                                    | 16 tháng 11                        | Trung tâm Thể thao Huangpu, Quảng Châu    | India U21                                 | 5–0                                | 0                                  | Đại hội Thể thao châu Á 2010 / Nhật Bản U21           |
|                                    | 19 tháng 11                        | Trung tâm Thể thao Huangpu, Quảng Châu    | U-23 Thái Lan                             | 1–0                                | 1                                  | Đại hội Thể thao châu Á 2010 / Nhật Bản U21           |
|                                    | 23 tháng 11                        | Sân vận động Việt Tú Sơn, Quảng Châu      | U-23 Iran                                 | 2–1                                | 0                                  | Đại hội Thể thao châu Á 2010 / Nhật Bản U21           |
|                                    | 25 tháng 11                        | Sân vận động Thiên Hà, Quảng Châu         | U-23 Các Tiểu vương quốc Ả Rập Thống nhất | 1–0                                | 0                                  | Đại hội Thể thao châu Á 2010 / Nhật Bản U21           |
| 2011                               |                                    |                                           |                                           |                                    |                                    |                                                       |
|                                    | 9 tháng 2                          | Sân vận động Mohammed Al-Hamad, Hawalli   | Kuwait                                    | 0–3                                | 0                                  | Giao hữu / U-22 Nhật Bản                              |
|                                    | 26 tháng 3                         | Sân vận động Pakhtakor Markaziy, Tashkent | U-22 Uzbekistan                           | 0–1                                | 0                                  | Giao hữu / U-22 Nhật Bản                              |
|                                    | 29 tháng 3                         | Sân vận động JAR, Tashkent                | U-22 Uzbekistan                           | 2–1                                | 1                                  | Giao hữu / U-22 Nhật Bản                              |
|                                    | 1 tháng 6                          | Sân vận động Niigata, Niigata             | U-22 Úc                                   | 3–1                                | 0                                  | Giao hữu / U-22 Nhật Bản                              |
|                                    | 19 tháng 6                         | Sân vận động Toyota, Toyota               | U-22 Kuwait                               | 3–1                                | 0                                  | Thế vận hội Mùa hè 2012 qualification / U-22 Nhật Bản |
|                                    | 23 tháng 6                         | Sân vận động Mohammed Al-Hamad, Hawalli   | U-22 Kuwait                               | 1–2                                | 0                                  | Thế vận hội Mùa hè 2012 qualification / U-22 Nhật Bản |

## Danh hiệu

### Nhật Bản
- Đại hội Thể thao châu Á: 2010